# Subgénero Podaechmea
Podaechmea es un subgénero del género Aechmea perteneciente a la familia de las bromeliáceas.

## Especies
- Aechmea ferruginea L.B. Smith
- Aechmea galeottii Baker
- Aechmea haltonii H. Luther
- Aechmea lueddemanniana (K. Koch) Mez in Engler
- Aechmea mexicana Baker